# Александрина Пруска (1842–1906)
Фридерика Вилхелмина Луиза Елизабет Александрина Пруска (на немски: Alexandrine, Prinzessin von Preussen; Friederike Wilhelmine Luise Elisabeth Alexandrine von Preussen; „Addy“; * 1 февруари 1842, Берлин; † 26 март 1906, дворец Марли близо до Потсдам) от род Хоенцолерн, е принцеса от Кралство Прусия и чрез женитба херцогиня на Мекленбург-Шверин.

## Живот
Тя е втората дъщеря на принц Албрехт Пруски (1809–1872) и първата му съпруга принцеса Мариана Нидерланска (1810 – 1883), дъщеря на крал Вилхелм Фридрих I Нидерландски (1772 – 1843) и принцеса Вилхелмина Пруска (1774 – 1837). По баща е внучка на пруския крал Фридрих Вилхелм III (1770 – 1840) и херцогиня Луиза фон Мекленбург-Щрелиц (1776 – 1810). Тя е по-малка сестра на Шарлота (1831 – 1855), омъжена през 1850 г. за принц (херцог от 1866) Георг II фон Саксония-Майнинген (1826 – 1914), и на принц Албрехт (1837 – 1906), женен 1873 г. за принцеса Мария фон Саксония-Алтенбург (1854–1898).
Родители ѝ се развеждат през 1849 г. Баща ѝ Албрехт Пруски се жени втори път на 13 юни 1853 г. дворец Алтенщайн/Берлин (морган.) за Розалия Вилхелминя Йохана фон Раух (1820 – 1879), която е направена на 28 май 1853 г. на „графиня фон Хоенау“ и има с нея двама сина Вилхелм и Фридрих, графове фон Хоенау.
Като малка Александрина дълго време е при бездетния си чичо крал Фридрих Вилхелм IV и съпругата му Елизабет-Лудовика Баварска. Те я канят да живее при тях и се отнасят с нея като към тяхна дъщеря.
На 9 декември 1865 г. в Берлин Александрина се омъжва за братовчед си Вилхелм фон Мекленбург (* 5 март 1827, Лудвигслуст; † 28 юли 1879, Хайделберг), вторият син на велик херцог Павел Фридрих (1800 – 1842) и леля ѝ принцеса Александрина Пруска (1803–1892). Принцът е на 38 години, 15 години по-стар от булката, един играч, женкар и не е подходящ за съпруг на младо момиче. В Берлин го наричат „принц Шнапс“. Двамата живеят най-вече в дворец Белевю в Берлин. Бракът им е много нещастен. Тя прави често опити да избяга, но могъщата ѝ леля я спира.
На 28 юли 1879 г. Александрина Пруска става вдовица. Тя се грижи за дъщеря си и живее до смъртта си съвсем оттеглено от обществения живот. Тя мира на 64 години на 26 март 1906 г. в дворец Марли близо до Потсдам.
- Александрина Пруска със сестра си Шарлота (ляво), 1853
- Александрина Пруска
- Херцог Вилхелм фон Мекленбург-Шверин и принцеса Александрина Пруска
- Херцог Вилхелм фон Мекленбург

## Деца
Александрина Пруска и Вилхелм фон Мекленбург имат една дъщеря:
- Фридерика Вилхелмина Елизабет Александрина Августа Мариана Шарлота фон Мекленбург-Шверин (* 7 ноември 1868, дворец Белевю, Берлин; † 20 декември 1944, Гармиш-Партенкирхен), омъжена I. на 17 ноември 1886 г. в Шверин за княз Хайнрих XVIII Ройс-Кьостриц (* 14 май 1847, Лайпциг; † 15 август 1911, между Швайнфурт и Вюрцбург),[6] II. на 4 февруари 1921 г. в Берлин за Роберт Шмидт (* 1 ноември 1892, Вилмерсдорф; † 6 декември 1971, Бамберг)